# محوطه زنگوا
محوطه زنگوا در دنا، منطقه زنگوا، شمال غرب پاسگاه دم چنار واقع شده و این اثر در تاریخ ۷ آذر ۱۳۸۳ با شمارهٔ ثبت ۱۱۲۴۵ به‌عنوان یکی از آثار ملی ایران به ثبت رسیده است.